# Pure Grinding / For a Better Day
Pure Grinding / For a Better Day é um EP do DJ e compositor sueco Avicii, que contém duas faixas: "Pure Grinding" e "For a Better Day", que são duas canções presentes no segundo álbum de estúdio de Avicii, Stories.
O extended play foi lançado em 28 de agosto de 2015 pela PRMD nas plataformas de músicas, Amazon, iTunes, Spotify, na Google Play Store e dentre outros. "Pure Grinding" tem participação com vocais não credenciados de Kristoffer Fogelmark e Earl St. Clair e "For a Better Day" possui vocais não credenciados de Alex Ebert.

## Faixas
| N.º            | Título             | Duração |  |
| 1.             | "For a Better Day" | 3:26    |  |
| 2.             | "Pure Grinding"    | 2:51    |  |
| Duração total: | Duração total:     | 6:17    |  |

## Histórico de lançamento
| Data                 | Formato          | Gravadora |
| -------------------- | ---------------- | --------- |
| 28 de agosto de 2015 | Download digital | PRMD      |